# 蔣輪
蔣輪（？—1526年），直隸顺天府大兴县人，明朝外戚，明世宗的舅父。
蔣輪是明世宗母亲慈孝獻皇后的堂弟，蒋斌之子。慈孝獻皇后的父亲蒋斅无子，过继蔣輪为嗣。嘉靖元年（1522年）五月己酉封玉田伯，世襲。当时玉田伯蒋轮、定国公徐光祚子、昌化伯邵蕙家人擅作威福，建昌侯张延龄强占民地，兵科给事中张原上疏弹劾。嘉靖二年（1523年），明世宗从玉田伯蒋轮所请，在承天府立兴献帝家庙，以蒋轮子蒋荣奉祀。明世宗想要封驸马都尉崔元为侯，外戚蒋轮、邵喜为伯，吏部尚书乔宇以为不可。嘉靖五年（1526年）正月癸丑，蔣輪卒。蔣榮是蔣輪從子，襲玉田伯。隆慶五年（1571年）三月甲子卒。以例停襲。

## 家族
- 曾祖父：蒋盛
  - 祖父：蒋兴
    - 父亲：蒋斌
    - 叔父：蒋斅、蒋能